# كريشنا فينتا
كريشنا فينتا (المولود باسم فرانسيس هيرمان بنكوفيتش؛ 29 مارس 1911 - 10 ديسمبر 1958) زعيم غامض أمريكي. كان زعيمًا لجماعة دينية كاليفورنية في أربعينيات وخمسينيات القرن العشرين. أسس فينتا ديانة "نافورة العالم" (الحكمة والمعرفة والإيمان والحب) في سيمي فالي في كاليفورنيا.

## سيرته
وُلِد فرانسيس هيرمان بنكوفيتش في سان فرانسيسكو عام 1911. أبوه ألبرت بنكوفيتش، وهو مهاجر يهودي من رومانيا، وأمه مود بوسنباخ، مولودة في ولاية يوتا. تخرج بنكوفيتش من المدرسة الثانوية في إلكو، نيفادا. تزوج مرتين وخدم في جيش الولايات المتحدة أثناء الحرب العالمية الثانية.
بعد الحرب العالمية الثانية، بدأ بنكوفيتش دينه. في أبريل 1948، صرح قائلاً: "يمكنني أن أقول ذلك أيضًا، أنا المسيح". وادعى كريشنا أنه ولد على كوكب آخر، نيوفراتس، منذ 240 ألف عام. يُزعم أن هذا الكوكب يشغل نفس المدار الذي تدور فيه الأرض حاليًا. وزعم بنكوفيتش أيضًا أنها كانت الموطن الأول للبشرية. وكما يقول كتاب بنكوفيتش، فإن نيوفراتس كان يقترب بلا هوادة من الشمس وأصبح غير صالح للسكن. وبحسب قوله، انطلق أسطول من سفن الصواريخ الضخمة، كل منها يبلغ طولها أكثر من ميل، وقادرة على حمل 35 ألف شخص، لاستعمار الكوكب المظلم الذي سيصبح الأرض. وبطبيعة الحال، كان زعيمهم هو الروح التي ستظهر يومًا ما على أنها كريشنا فينتا. كان فينتا يمنح الوحي لشخصيات بارزة مثل إبراهيم، موسى، محمد، بوذا، الملائكة موروني وجبرائيل، ويسوع المسيح. وقد كتب كل هذا في كتاب كريشنا فينتا عن تاريخ البشرية، والذي تضمن سلسلة من الأحداث الدورية التي كادت تؤدي إلى الانقراض، مع إيحاءات ثيوصوفية ومورمونية واضحة. في عام 1951، قام بتغيير اسمه قانونيًا إلى "كريشنا فينتا" في كاليفورنيا.

## نافورة العالم

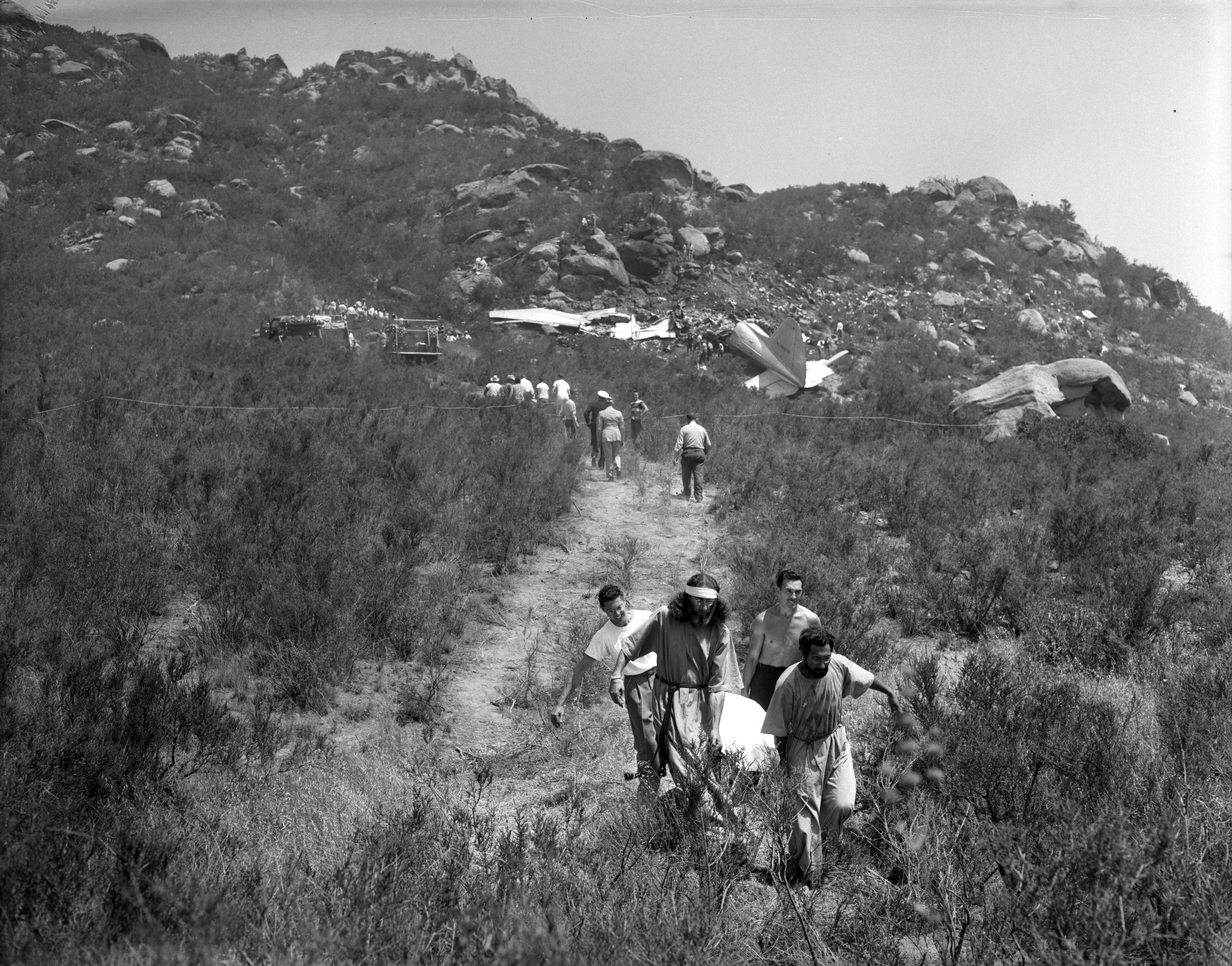
فينتا (في المقدمة، يرتدي عصابة رأس) وأعضاء آخرون يحملون ضحية تحطم طائرة إلى سيارة إسعاف

اكتسبت نافورة العالم شهرة وطنية لأول مرة في عام 1949 عندما ذكرت الأخبار أن أعضاء النافورة كانوا من بين أوائل من عرضوا المساعدة على ضحايا طائرة الخطوط الجوية القياسية الرحلة 897R، التي تحطمت في تلال سيمي، مما أسفر عن مقتل 35 من أصل 48 شخصًا كانوا على متنها. لقد تطوعوا في جهود إنسانية أخرى بما في ذلك مكافحة حرائق الغابات، وتوفير المأوى للمحتاجين وإطعام المشردين. وقد لفتوا أيضًا انتباه الصحافة بسبب ارتداءهم للعباءات بشكل موحد، والسير حفاة، وإلزام أعضائها الذكور بإطلاق اللحى وتصفيف شعرهم. في عام 1956، أسسوا فرع ثانٍ لطائفة نافورة العالم في هومير، ألاسكا.
تنبأ فينتا بكارثة وشيكة، مع ضمان إنقاذ مجموعة من البشر يبلغ عددهم 144 ألفًا وبناء عالم جديد بمجرد أن يستقر الغبار والدماء الكارثة القادمة ستكون عبارة عن حرب أهلية ذات دوافع عنصرية في الغرب، وخاصة في أمريكا، حيث سوف يثور السود ويهزمون البيض بشكل دموي (بمساعدة من روسيا). ثم يتحول الروس الخونة ويقهرون السود ويحاولون السيطرة على العالم. ومع ذلك، فإن أتباع كريشنا، بعد أن قضوا الحرب مختبئين في مكان آمن، سيعودون إلى الظهور من وادٍ سري، ويقهرون الروس ويبنون عالماً جديداً لامعاً من المساواة والعدالة والسلام، مع كريشنا فينتا في مكانه الصحيح كمسيح العالم.
قُتل فينتا في تشاتسوورث، كاليفورنيا، مع سبعة من المارة، في 10 ديسمبر 1958 في تفجير انتحاري نفذه بيتر دوما كامينوف ورالف مولر. كان المتابعان السابقان الساخطان قد اتهما فينتا بأنه محتال أساء التعامل مع أموال الطائفة وكان على علاقة حميمة بزوجتيهما. ارتبط اسم اثنين من أتباع الطائفة السابقين بالانفجار من خلال تسجيلات صوتية غريبة تعهدوا فيها "بتقديم كريشنا للعدالة". أدى الانفجار إلى اندلاع حريق في الغابات اجتاح أكثر من 150 فدانًا. وأصيبت فتاتان تبلغان من العمر 8 و9 سنوات وامرأة تبلغ من العمر 59 عاماً بحروق خطيرة.
بعد وفاته، انتقلت اثنتان من أتباعه، الأخت تيدرا (دوروثي ليون) والأخت والي، إلى جبل شاستا، كاليفورنيا، حيث قامتا بإرسال رسائل يُفترض أنها منه. انخفضت عضوية النافورة في كلا الموقعين بسرعة بعد وفاته، وتوقفت الطائفة عن الوجود بحلول منتصف سبعينيات القرن العشرين.
زعم البعض أنه في عام 1968، بعد عشر سنوات من اغتيال كريشنا فينتا، أقام شخص آخر يدعي أنه يسوع ويُدعى تشارلز مانسون وحاشيته (بما في ذلك سوزان أتكينز) لعدة أشهر. هناك جدل حول مدى تأثير تعاليم كريشنا فينتا على تشارلز مانسون، ولكن هناك أوجه تشابه قوية بين نهاية العالم لفينتا وهيلتر سكيلتر التي قادها مانسون. حرب عرقية دامية يخسر فيها البيض أمام السود، وبعدها تظهر عائلة مانسون من كهف سري في الصحراء أو "حفرة في الأرض" وتستولي على السلطة.
كما أقام سون ميونغ مون وأتباعه مع مجتمع نافورة العالم لعدة أشهر في عام 1968.

## الصور

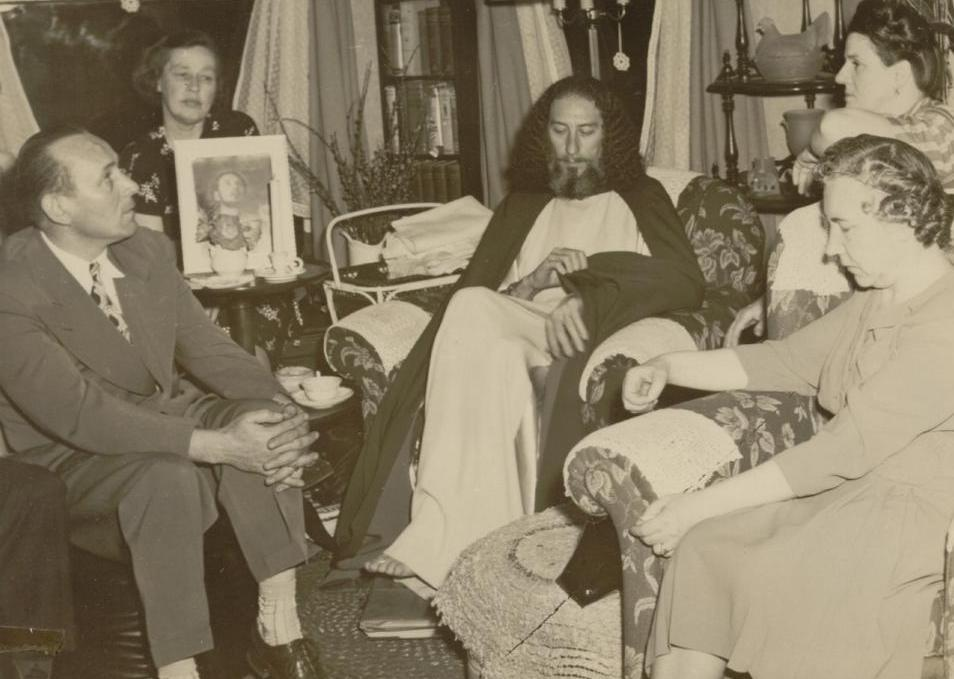
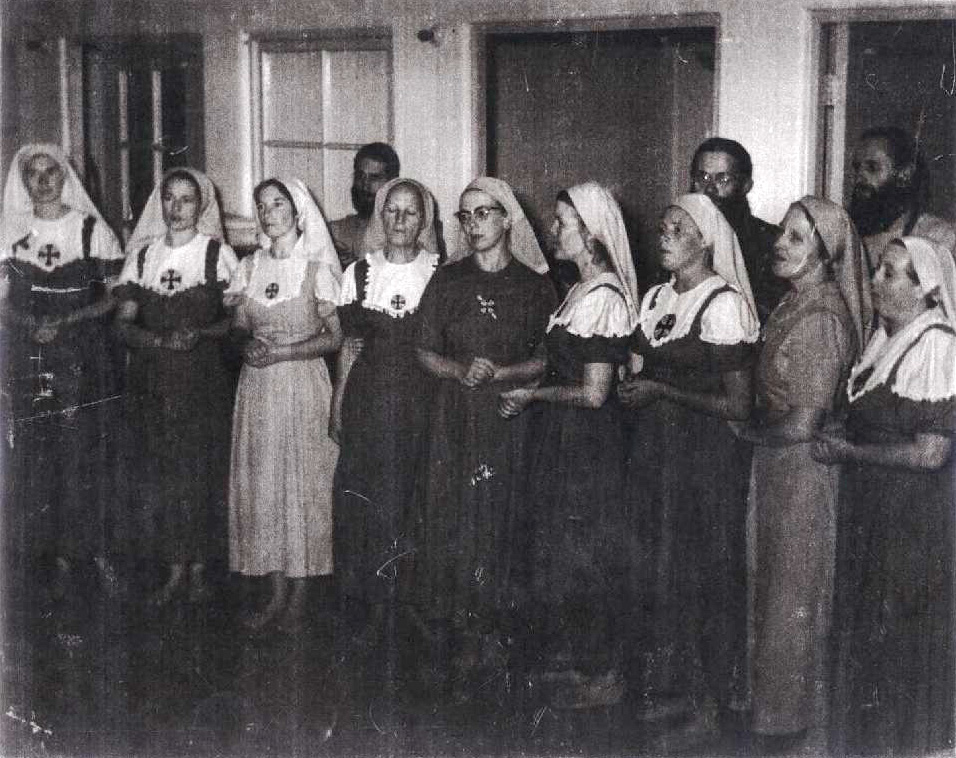